# فيديو أسامة بن لادن 11 سبتمبر 2007
نُشر مقطع فيديو لزعيم تنظيم القاعدة أسامة بن لادن في 11 سبتمبر 2007 بعد خمسة أيام من فيديو أسامة بن لادن في 6 سبتمبر 2007 في الذكرى السادسة لهجمات 11 سبتمبر. هذا هو الفيديو الثاني الذي أنتجته مؤسسة السحاب، ويعتبر تأبين أسامة بن لادن لوليد الشهري.
المقطع عبارة عن خطاب صوتي لأسامة بن لادن لمدة 14 دقيقة، وأثناء خطابه تظهر صورة ثابتة لابن لادن، ثم مقطع أخر لمدة 33 دقيقة وهي عبارة عن وصية وليد الشهري التي سجلها قبل وفاته. وعنوان الفيديو هو «وصايا أبطال الغارات في نيويورك وواشنطن».